# 小行星42365
小行星42365（42365 Caligiuri）是一颗绕太阳运转的小行星，为主小行星带小行星。该小行星于2002年2月12日发现。
該小行星以美國神經學家及業餘天文探測者邁克爾·P·卡利吉里（Michael P. Caligiuri）命名。

## 轨道参数
小行星42365的轨道半长轴为2.6673027 UA，离心率为0.098。